# レッツ・ステイ・トゥゲザー
「レッツ・ステイ・トゥゲザー」 (Let's Stay Together) は、アメリカのソウル歌手、アル・グリーンが1971年に発表した楽曲。ビルボードのHot 100とR&Bチャートで共に1位を記録したグリーンの代表作の一つ。

## 概要
1971年11月、シングA面曲として発表された。翌1972年2月12日付のビルボード・Hot 100で1位を記録。また、ビルボードのソウルチャートで9週連続で1位を記録し、ゴールドディスクに輝き、1972年の年間チャートで11位を記録した。グリーンは「タイアード・オブ・ビーイング・アローン」に続いて大きな成功を収めることとなった。
1972年1月31日発売のアルバム『Let's Stay Together』のオープニング・ナンバーでもある。
プロデューサーのウィリー・ミッチェルがピアノで作曲し、MG'sのアル・ジャクソン・ジュニアがリズムを加えた。アル・グリーンは、できあがった曲を聴いて、わずか15分で歌詞を完成させた。ミッチェルはこの曲の成功を確信していたという。グリーンの歌入れのレコーディングは何週間もかけられた。ハイ・レコードの同僚アーティストのシル・ジョンスンもそれが誇張ではないことを証言している。
作者のアル・ジャクソンは、同じくレコーディングセッションでドラマーとして参加したハワード・グリムズに常にこう言っていたという。「Groove and be simple - not busy.」
1985年に英国でロング・バージョン（4分50秒）が12インチ・シングルとして発売されている。ロング・バージョンはその後いくつかのコンピレーション・アルバムで聴くことができる。
「ローリング・ストーンの選ぶオールタイム・グレイテスト・ソング500」においては、2004年版で60位、2010年版で60位、2021年版で84位にランクされている。

## ティナ・ターナーのバージョン
アメリカのR&B歌手であるティナ・ターナーが、1983年に「レッツ・ステイ・トゥゲザー」をカバーしてシングルとしてリリースした。この曲は全英シングルチャートでは6位となるヒットとなり、彼女のイギリスでの3回目のトップ10ヒットであり、イギリスに限ればアル・グリーンのオリジナル・バージョンよりも順位が上だった。なお、全米シングルチャートでは26位を記録した。
彼女にとってはゲスト・ボーカルとして参加した曲を除くと、この曲が4年ぶりの新曲であり、全米シングルチャートに100位以内に入るのは7年ぶりだった。この曲で復活の兆しをみせたティナは、この曲を含めたアルバム『プライヴェート・ダンサー』を翌年にリリースし、同アルバムの成功をもって復活した。

## その他のカバー・バージョン
- ジミー・スミス - 1972年のアルバム『ルート・ダウン（英語版）』に収録。
- アイザック・ヘイズ - 1972年のシングル。全米シングルチャート48位を記録。
- マージー・ジョセフ - 1973年のシングル。同年発表のアルバム『マージー・ジョセフ』にも収録。
- ロバータ・フラック - 1994年のアルバム『ロバータ』に、バラード・アレンジのカヴァーを収録[12]。
- タック&パティ - 1998年のアルバム『Paradise Found』に収録。
- マイケル・ボルトン - 1999年のアルバム『タイムレス: クラシックス Vol.2（英語版）』に収録。
- ミシェル・ウィリアムズ - 2005年のシングル。
- アーロン・ネヴィル - 2006年のアルバム『ソウル・クラシックを歌う』に収録。チャカ・カーンと共に歌っている。
- paris match - 2007年のアルバム『Our Favourite Pop』に収録。
- スーザン・ウォン - 2010年のアルバム『ステップ・イントゥ・マイ・ドリーム』に収録。
- リンダ・カーター - 2011年のアルバム『Crazy Little Thing』に収録。

## チャート・パフォーマンス

### アル・グリーン（1972年）
| チャート               | 最高位 |
| ---------------------- | ------ |
| イギリス               | 7      |
| アメリカ合衆国 Hot 100 | 1      |
| アメリカ合衆国 R&B     | 1      |

### ティナ・ターナー (1983年)
| チャート               | 最高位 |
| ---------------------- | ------ |
| オーストラリア         | 19     |
| ドイツ                 | 18     |
| アイルランド           | 15     |
| オランダ               | 4      |
| ニュージーランド       | 4      |
| スイス                 | 28     |
| イギリス               | 6      |
| アメリカ合衆国 Hot 100 | 26     |
| アメリカ合衆国 R&B     | 3      |
| アメリカ合衆国 ダンス  | 1      |